# 伊藤貴麿
伊藤 貴麿（いとう たかまろ、1893年9月5日 - 1967年10月30日）は、日本の児童文学作家、翻訳家。
兵庫県神戸市生まれ。1920年早稲田大学英文科卒。1924年新感覚派の同人誌『文藝時代』に参加し、のち文芸春秋系の作家となる。その後児童文学界の重鎮となり、『西遊記』の再話などで知られた。

## 著書
- 『カステラ』（春陽堂、文芸春秋叢書） 1924
- 『竜』（鳩居書房） 1936
- 『孔子さまと琴の音 支那童話集』（増進堂、大東亜圏童話叢書） 1943
- 『春風と夏雨 中国童話集』（香柏書房） 1949
- 『孔子 至聖の哲人』（ポプラ社、偉人伝文庫） 1952

## 翻訳
- 『今古奇觀 抱甕老人撰』（佐藤春夫、今東光共譯、支那文學大觀刊行會） 1926.7
- 『アクリスの剣』（メレディス、童話春秋社） 1940
- 『新譯西遊記』（童話春秋社） 1941 - 1942
- 『最後のいこひ』（謝冰心、増進堂） 1946
- 『天路歴程』（ ジョン・バニヤン、童話春秋社、少年少女世界名作文庫） 1949
- 『三国の英雄』（羅貫中、金子書房、少年図書館選書） 1953
- 『西遊記』（呉承恩、岩波書店、岩波少年文庫） 1955
- 『錦の中の仙女』（岩波書店、岩波少年文庫） 1956
- 『三国志』（羅貫中、講談社、少年少女世界文学全集43 - 東洋編3） 1959
- 『中国むかしばなし』（宝文館、世界幼年文学全集） 1960
- 『三人の先生』（朱明政 / 朱明軍、講談社、少年少女世界文学全集44 - 東洋編4）  1962
- 『水滸伝』（施耐庵、講談社、少年少女世界名作全集） 1963
- 『あっぱれ弟』（張天翼、講談社、少年少女新世界文学全集 - 中国現代編） 1965
- 『孔子名言集』（ポプラ社、世界名言集） 1967
- 『中国民話選』（講談社、講談社文庫） 1973